# Ján Krstiteľ Scitovský
Ján Krstiteľ Scitovský de Nagykér (Hongaars: Scitovszky János) (Béla, 1 november 1785 - Esztergom, 19 oktober 1866) was een Rooms-katholieke geestelijke, bisschop, later aartsbisschop en kardinaal. Hij was tevens bestuurslid van de Hongaarse Academie van Wetenschappen.

## Biografie

### Opleiding
Ján Krstiteľ Scitovský was een zoon van Martin Scitovský en van diens echtgenote Barbora (geboren: Karáčona). Jáns vader was leraar. Met de hulp van weldoeners studeerde Ján in de lagere school van Jelšava en in het gymnasium van Rožňava, Deze stad lag via de weg op een afstand van ongeveer 75 kilometer van Jáns geboorteplaats. Ján werd er op 19-jarige leeftijd (anno 1804) toegelaten in het seminarie. In 1808 behaalde hij in Trnava een doctoraat in de filosofie. Mettertijd verwierf hij een doctoraat in de theologie.

### Priester
Op 5 november 1809 werd Ján Scitovský in Jasov voor de noden van het bisdom Rožňava priester gewijd.
Vanaf datzelfde jaar werkte hij als hoogleraar "filosofie" en "wiskunde" aan het bisschoppelijk lyceum in Rožňava, en van 1811 tot 1827 ook als hoogleraar "theologie". Te gelegener tijd verwelkomde het seminarie waar hij gestudeerd had, hem in de functie van leraar en nadien werd hij er directeur.

### Bisschop
Op 19 augustus 1827 stelde men Ján Scitovský aan als bisschop van Rožňava. De wijding volgde op 25 maart 1828.
Enkele jaren nadien, op 19 november 1835, ontving hij van keizer Ferdinand I van Oostenrijk een oorkonde die hem toestond het adellijke predicaat "de Nagykér" toe te voegen aan zijn naam.
Drie jaar later, op 22 november 1838, werd hij aangesteld als bisschop in Pécs.

### Aartsbisschop
In 1849 werd bisschop Scitovský apostolisch gouverneur. Met ingang van 21 juli 1849 klom hij op tot aartsbisschop van Esztergom en gelijktijdig tot prins-primaat.
In deze functie organiseerde hij in 1850 een synode waar vele beslissingen met betrekking tot de Rooms-katholieke kerk werden genomen. In 1851 leidde hij de inwijding van de zopas gebouwde scheepsbrug in Esztergom.

### Kardinaal
Ingevolge een voorstel van koning Frans Jozef I benoemde paus Pius IX op 7 maart 1853 Ján Scitovský als kardinaal.
Eveneens in 1853 kon Scitovský de terugkeer van de Jezuïeten in Trnava bewerkstelligen. Hij vertrouwde aan deze orde het onderwijs toe in het door hem opgerichte aartsbisschoppelijk gymnasium. Zodoende werd Trnava de eerste stad waar de Jezuïeten hun werkzaamheden opnieuw konden uitoefenen na het eerherstel in 1814.
Nog steeds in 1853 bezocht hij alle kloosters voor mannelijke religieuzen in de drie belangrijkste Hongaarse bisdommen.
Anno 1854 reisde Scitovszky naar Rome. Hij verbleef er tot 8 december: de dag waarop het dogma van de Onbevlekte Ontvangenis werd afgekondigd.

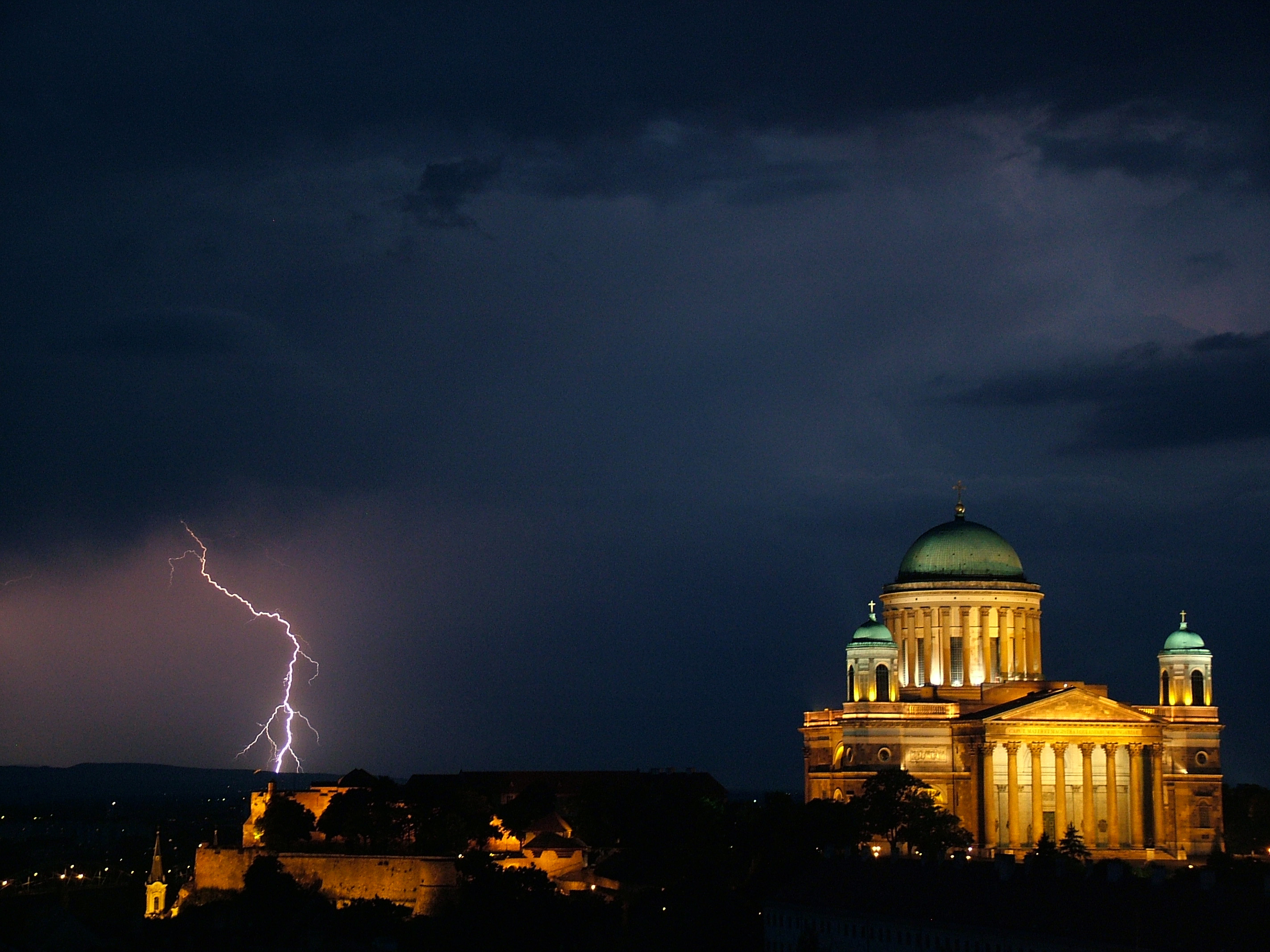
Basiliek van Esztergom.

In Esztergom was inmiddels de bouw van de basiliek aan de gang. Hij leidde er de consecratie van deze tempel in 1856.
Ján Scitovský organiseerde in Pécs zelf de opleiding van leraren en betaalde hun salaris. Bovendien onderhield hij 10 à 12 arme jongeren met voedsel en geld. In het bisdom Pécs richtte hij in bijna elke grote stad nieuwe onderwijsinstellingen op.
Gedurende zijn loopbaan deed Scitovszky grote persoonlijke uitgaven voor edelmoedige doeleinden, waarvan 253.462 forint voor kerkelijk gebruik, 58.245 forint voor educatieve opdrachten, 140.064 forint voor het ondersteunen van arme parochies, 296.064 forint voor het helpen van scholen en leraren, 630.000 forint voor steun aan liefdadigheidsinstellingen en 883.600 forint voor de voltooiing van de basiliek in Esztergom.
In zijn testament verdeelde hij zijn aanzienlijke privévermogen in acht bedragen. Daarbij gaf hij de opdracht een deel te schenken aan het opleidingsinstituut voor priesters, een deel voor de nonnen, een deel voor liefdadigheidsdoeleinden en de overige vijf voor zijn familieleden.
Twee jaar voor zijn dood, met andere woorden : anno 1864, spande hij zich in voor de heropleving van de Paulinische Orde. Deze kloosterorde was in de 13e eeuw in Hongarije gesticht, door de Zalige Eusebius van Esztergom, maar in 1783 werd ze ingevolge politieke onlusten onderdrukt en het aantal kloosters verminderde in belangrijke mate.

### Overlijden
Scitovszky stierf aan een beroerte op 19 oktober 1866 en werd op 23 oktober in de crypte van de basiliek in Esztergom begraven. Koning Frans Jozef I werd bij de begrafenis vertegenwoordigd door graaf Bellagarde.
Na de dood van Scitovszky was er niemand om zijn inspanningen ten voordele van de Paulinische Orde verder te zetten.

## Aandenken
In de XIVe wijk van Boedapest herinnert een gedenkplaat aan het feit dat hij daar in 1856 de Hermina-kapel heeft ingewijd.